# كيفن فولر
كيفن فولر (بالإنجليزية: Kevin Fowler)‏ هو مغن مؤلف وعازف قيثارة أمريكي، ولد في 11 مايو 1966 في أماريلو في الولايات المتحدة.

## وصلات خارجية
- الموقع الرسمي
- كيفن فولر على موقع ميوزك برينز (الإنجليزية)
- كيفن فولر على موقع أول ميوزيك (الإنجليزية)
- كيفن فولر على موقع ديسكوغز (الإنجليزية)